# 木谷寿巳
木谷 寿巳（きたに ひさし、1980年10月15日 - ）は、滋賀県出身の元プロ野球選手（投手）、野球解説者。右投右打。

## 経歴

### プロ入り前
近江高では、3年次に春のセンバツと夏の選手権に連続出場するが、どちらも初戦敗退に終わる。
高校卒業後は、東北福祉大に進学し仙台六大学野球連盟に加盟している硬式野球部に入部。4年次にリーグ春のMVP、また春秋連続でベストナインに選ばれた。同年の大学選手権では初戦で先発勝利投手、明治神宮野球大会では全試合に先発し準優勝となる。同期の投手に橋本健太郎がいた。
大学卒業後は、社会人野球の王子製紙に入団。2004年の都市対抗野球で3度先発して初優勝に貢献、優秀選手に選ばれる。
2005年のプロ野球ドラフト会議で、東北楽天ゴールデンイーグルスから大学生・社会人ドラフト6巡目で指名され入団。同ドラフト1巡目指名の松崎伸吾、7巡目指名の井野卓は大学の後輩にあたる。

### プロ入り後
1年目の2006年は1月から右肩痛のためリハビリにつとめた為、一・二軍ともに登板機会はなし。10月12日のフェニックスリーグでプロ初登板。2007年は春季キャンプで右肘を痛める。シーズン後半に二軍で好投し、10月5日に一軍へ初昇格（登板機会はなし）。
2008年7月8日、対オリックス戦で一軍初登板。1回を無失点に抑える。8月10日、対ソフトバンク戦で初セーブを記録。8月28日、対西武戦で一軍初先発。計22試合に登板し、中継ぎとして好結果を残すも、先発としては5回の壁に阻まれ崩れる事が多く、未勝利のままに終わった。しかし二軍では先発ローテーションを守って8勝を挙げ、イースタン・リーグ最多勝のタイトルを獲得した。
2009年は開幕一軍入りを果たし、中継ぎの一員として登板するも結果を残せずに5月に二軍降格。8月に一軍に再昇格すると、8月15日の対ロッテ戦で先発。6回1失点と好投し、プロ初勝利をあげた。
2010年5月8日、イースタン・リーグで1イニング5奪三振のプロ野球新記録を達成した。
2011年は一軍登板なしに終わり、二軍でも6試合の登板に終わった。同年10月9日に戦力外通告を受け、病気療養のため現役を引退した。

### 引退後
球団職員として楽天に留まり、同チームのジュニアコーチとして子供たちを相手に野球指導を行っていたが、2013年3月末をもって卒業。なお、ジュニアコーチ卒業後も球団職員として楽天に留まっている。
2015年からは、かつての同僚の有銘兼久・塩川達也と共に社会人野球・クラブチームのTFUクラブに加入してプレーしている。2020年時点ではチームのサイトにメンバーとして掲載されていたが、実際に登板を確認できたのは2017年が最後である。
2017年7月27日、楽天OBによる試合「滝風イオンメディック presents 楽天イーグルスレジェンドマッチ」にレジェンドイーグルスのメンバーとして参加。本職ではない捕手として出場した。最終回の5回表には投手としても登板。ダブルプレーで試合が終了してしまうことで最後に登板予定だった福盛和男が登板できない可能性が出たとき、ダブルプレーが起き得ないようにわざとボークを取られる一幕を見せた。
2020年は前年に一度ゲスト解説を務めたRakuten.FM TOHOKUにて、野球解説者として活動している。

## 詳細情報

### 年度別投手成績
| 年 度     | 球 団     | 登 板 | 先 発 | 完 投 | 完 封 | 無 四 球 | 勝 利 | 敗 戦 | セ 丨 ブ | ホ 丨 ル ド | 勝 率 | 打 者 | 投 球 回 | 被 安 打 | 被 本 塁 打 | 与 四 球 | 敬 遠 | 与 死 球 | 奪 三 振 | 暴 投 | ボ 丨 ク | 失 点 | 自 責 点 | 防 御 率 | W H I P |
| --------- | --------- | ----- | ----- | ----- | ----- | -------- | ----- | ----- | -------- | ----------- | ----- | ----- | -------- | -------- | ----------- | -------- | ----- | -------- | -------- | ----- | -------- | ----- | -------- | -------- | ------- |
| 2008      | 楽天      | 22    | 5     | 0     | 0     | 0        | 0     | 3     | 1        | 3           | .000  | 174   | 39.1     | 40       | 5           | 13       | 0     | 5        | 24       | 1     | 0        | 18    | 18       | 4.12     | 1.35    |
| 2009      | 楽天      | 11    | 1     | 0     | 0     | 0        | 1     | 0     | 0        | 0           | 1.000 | 89    | 20.0     | 23       | 3           | 5        | 0     | 1        | 17       | 0     | 0        | 11    | 9        | 4.05     | 1.40    |
| 2010      | 楽天      | 7     | 0     | 0     | 0     | 0        | 1     | 0     | 0        | 0           | 1.000 | 65    | 15.2     | 10       | 2           | 8        | 0     | 0        | 11       | 0     | 0        | 6     | 6        | 3.45     | 1.15    |
| 通算：3年 | 通算：3年 | 40    | 6     | 0     | 0     | 0        | 2     | 3     | 1        | 3           | .400  | 328   | 75.0     | 73       | 10          | 26       | 0     | 6        | 52       | 1     | 0        | 35    | 33       | 3.96     | 1.32    |

### 記録
- 初登板：2008年7月8日、対オリックス・バファローズ12回戦（クリネックススタジアム宮城）、9回表に4番手で救援登板・完了、1回無失点
- 初ホールド：2008年7月9日、対オリックス・バファローズ13回戦（クリネックススタジアム宮城）、12回表に5番手で救援登板、1/3回無失点
- 初奪三振：2008年7月10日、対オリックス・バファローズ14回戦（クリネックススタジアム宮城）、9回表に塩崎真から見逃し三振
- 初セーブ：2008年8月10日、対福岡ソフトバンクホークス14回戦（福岡Yahoo! JAPANドーム）、9回裏2死に6番手で救援登板・完了、1/3回無失点
- 初先発：2008年8月28日、対埼玉西武ライオンズ18回戦（西武ドーム）、4回1/3を4失点で敗戦投手
- 初勝利・初先発勝利：2009年8月14日、対千葉ロッテマリーンズ16回戦（クリネックススタジアム宮城）、6回1失点（自責点は0）

### 背番号
- 54 （2006年 - 2011年）